# وودج
وودج (Łódź) مدينة بولندية يبلغ عدد قاطنيها 753192 نسمة. تقع في وسط البلاد وهي عاصمة محافظة وودج. وهي ثانية المدن البولندية من ناحية السكانية (العدد الحالي انخفض بالمقارنة مع عام 1988، لمّا كان 854.300 نسمة). يسمى سكانها łodzianie بالبولندية، ما يمكن ترجمته إلى وودجانيون.

## تأثيل
شعارها مرسوم عليه قارب، في إشارة لاسمها الذي يعني حرفيا «قارب» Łódź. ولعله من الغرابة أن يكون للمدينة اسم وشعار القارب، حيث أنه لا يوجد حالياً في وودج مجاري مائية تعبر المدينة' (أو مكشوفة على الأقل)، ولكن فقط عدة جداول وأنهار صغيرة في المنطقة المحيطة. ولكن، في الماضي المنطقة حيث توجد حالياً المدينة كانت منطقة المستنقعات.

## التاريخ

كاتدرائية ألكسندر نيفسكي الأرثوذكسية

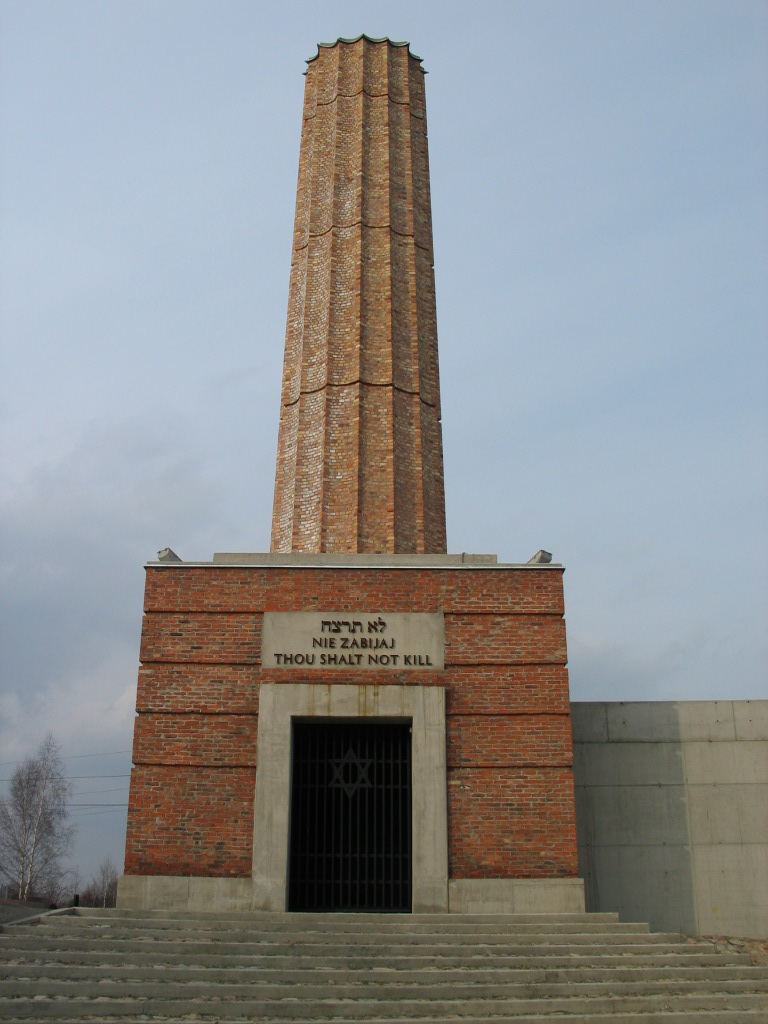
نصب تذكاري للهولوكوست في وودج (يوجد في محطة قطار راديغاست، التي عبرها نقل السكان اليهود من المدينة إلى معسكرات الموت

### وودج الزراعية

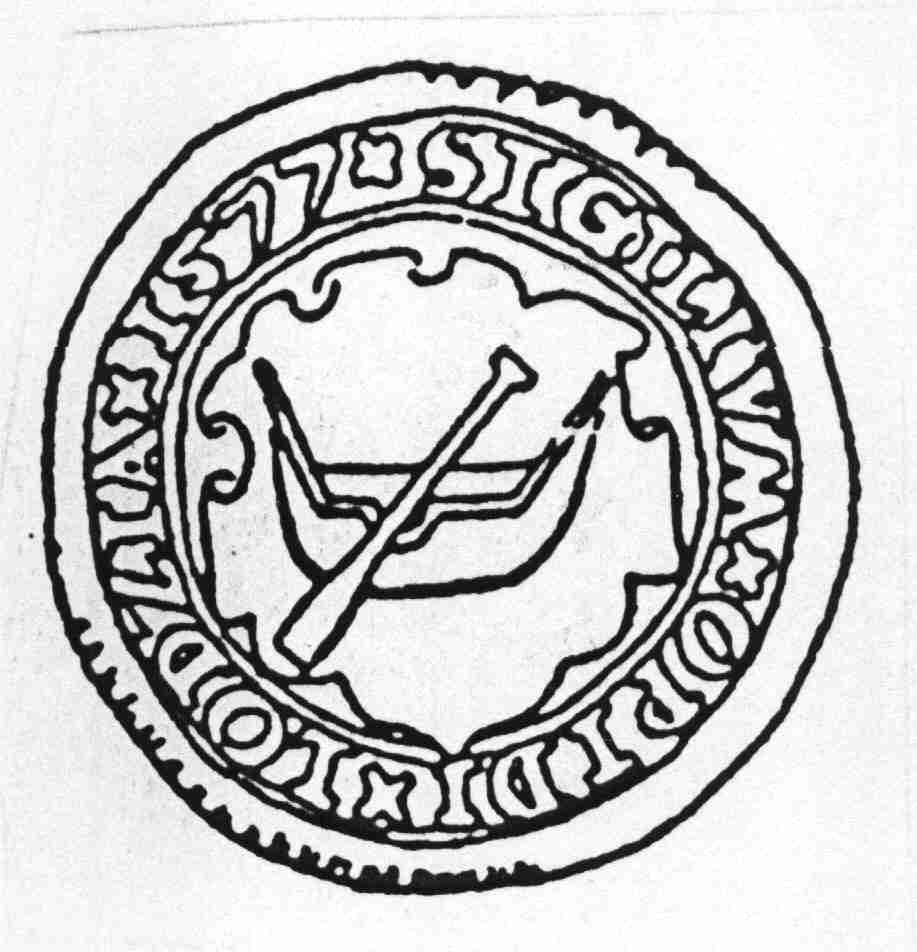
ختم يعود لعام 1577 ل Lodzia

يعود أول ظهور لوودج في سجل مكتوب لعام 1332، بوثيقة إعطاء قرية Łodzia إلى أساقفة (Włocławek). منح الملك (Władysław Jagiełło) قرية ووتش في 1423 حقوق المدينة. ومنذ ذلك الحين وحتى القرن الثامن عشر ظلت البلدة مستوطنة صغيرة على طريق التجارة بين ماسوفيا (Mazowsze) وسيليزيا. كان سكانها في القرن السادس عشر أقل من 800 نسمة، اشتغل معظمهم في مزارع الحبوب القريبة.
بعد التقسيم الثاني لبولندا في عام 1793، صارت وودج جزءاً من مملكة بروسيا ضمن مقاطعة جنوب بروسيا. وقد قام البروسيون عام 1798 بتأميم البلدة، ففقدت مركزها كبلدة لأساقفة كويافيا. ضمت Łódź في عام 1806 إلى دوقية وارسو النابليونية في وكان سكانها عام 1810 يقدر ب 190 نسمة. وفقاً لمعاهدة مؤتمر فيينا عام 1815 أصبحت جزءاً من كونغرس بولندا، وهي دولة تابعة للامبراطورية الروسية.

### النمو الصناعي

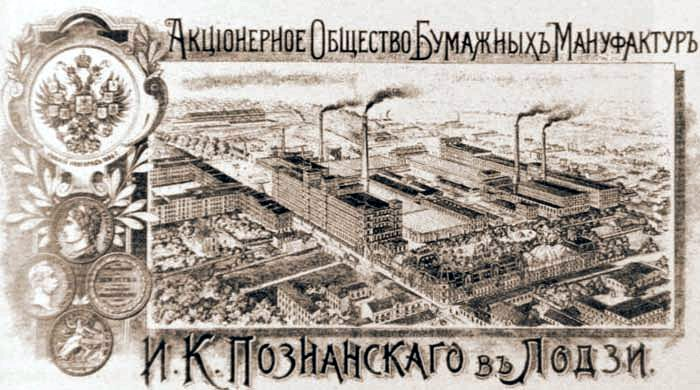
مصنع بونانسكي

في معاهدة 1815 كان من المخطط تجديد البلدة المهدمة وبمرسوم القيصر عام 1816 استلم عدد من المهاجرين الألمان وثائق الأراضي، لهم لتنظيم الأراضي وبناء المصانع والمساكن. في عام 1820 ساهم Stanisław Staszic في تحويل البلدة الصغيرة إلى مركز الصناعي الحديث. جاء المهاجرون إلى أرض الميعاد (بالبولندية Ziemia obiecana، اسم شهرة المدينة) من جميع أنحاء أوروبا. وقد جاء معظمهم من جنوب ألمانيا وسيليسيا وبوهيميا، بل وأيضاً من بلدان بعيدة بقدر كالبرتغال وإنجلترا وفرنسا وإيرلندا. افتتح أول مصنع للقطن في عام 1825، وبعد مرور 14 عاماً بدأ عمل بها أول مصنع يعمل بطاقة بخار في كل من بولندا وروسيا. في عام 1839 كان 78٪ من سكانها من الألمان، كما أنشئت مدارس وكنائس الألمانية.
حوَّل التدفق المستمر للعمال ورجال الأعمال والحرفيين من جميع أنحاء أوروبا ووتش إلى مركز رئيسي لإنتاج المنسوجات بالإمبراطورية الروسية. المجموعات الثلاث التي شكلت أغلب سكان المدينة وساهمت بأغلب تطور المدينة هي : البولنديون والألمان واليهود، الذين بدؤوا بالتوافد منذ عام 1848. كان العديد من حرفيي ووتش نساجين من سيليسيا.
سنة 1850، ألغت روسيا الحاجز الجماركي بينها وبين كونغرس بولندا ؛ فتمكنت الصناعة في Łódź من التطور بحرية بوجود السوق الروسي الضخم والقريب. سرعان ما أصبحت ثاني أكبر مدينة في كونغرس بولندا. افتتح في سنة 1865 أول خط للسكك الحديدية الذي يربط فتح (إلى Koluszki، فرع من خط وارسو - فيينا)، وسرعان ما وصلت المدينة بالسكك الحديدية مع وارسو وبياليستوك (1896).

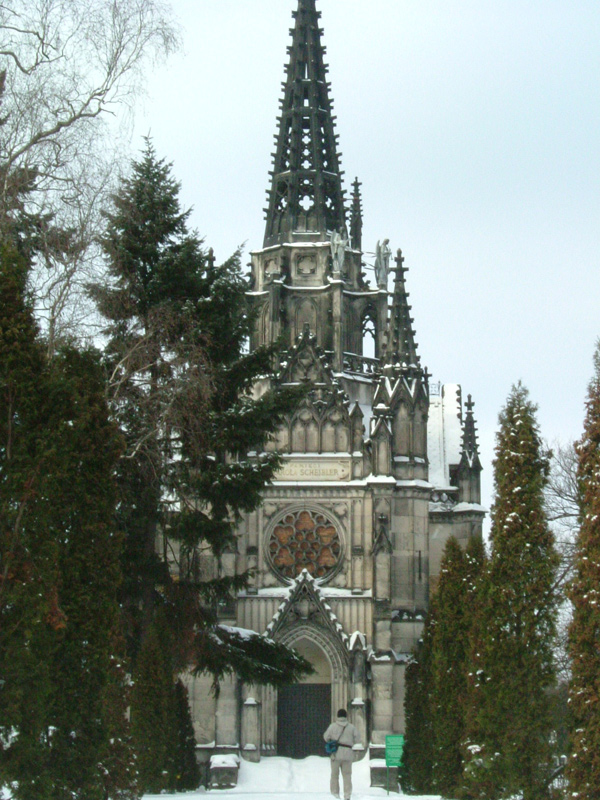
مصلى كارول شايبلر، مقبرة أوغسبيرغ الإنجيلية القديمة في وودج (2006)

كان كارل ويلهلم شايبلر واحداً من أهم رجال الصناعة في ووتش. وقد جاء في سنة 1852 إلى ووتش مع يوليوس شفارتس وبدآ معا شراء ممتلكات وبناء عدد من المصانع. اشترى شايبلر لاحقاً حصة شفارتس شركة في وقت، فأصبح المالك الوحيد أعمال كثيرة. بعد وفاته في 1881 أقامت أرملته ضريحاً كبيراً بالمقبرة اللوثرية على شرفه.
في الفترة بين عامي 1823-1873، كان عدد سكان المدينة يتضاعف كل عشر سنوات. وشهدت السنوات بين 1870-1890 أكبر تنمية صناعية في تاريخها. راح جزء كبير من الصناعة إلى أيدي اليهود. سرعان ما أصبحت Łódź مركزا رئيسيا للحركة الاشتراكية. في سنة 1892 شلّ إضراب ضخم معظم المصانع.
وبحلول سنة 1897 اخفضت نسبة السكان الألمان من 80 إلى 40 ٪. خلال ثورة عام 1905، في ما أصبح يعرف باسم تمرد وودج المسلح حين قتلت الشرطة القيصرية أكثر من 300 عامل.
رغم أجواءالأزمة الوشيكة التي سبقت الحرب العالمية الأولى، نمت المدينة بشكل مستمر حتى عام 1914. وبحلول ذلك العام صارت واحدة من أكثر المدن الصناعية المكتظة بالسكان في في العالم ب 13280 نسمة لكل كيلومتر مربع. جرت معركة كبرى بالقرب من المدينة في أواخر عام 1914، على إثرها احتلتها القوات الألمانية، ولكن مع استعادة بولندا لاستقلال في تشرين الثاني نوفمبر 1918، حرر السكان المحليين المدينة ونزعوا سلاح القوات الألمانية. في أعقاب الحرب العالمية الأولى، فقدت Łódź حوالي 40 ٪ من سكانها، معظمهم بسبب الحرب وما رافقها من أمراض، ولأن جزءا كبيراً من السكان الألمان اضطروا للرحيل إلى ألمانيا.
في عام 1922، أصبحت وودج عاصمة لفويفود وودج (Województwo łódzkie)، ولكن حقبة النمو السريع قد توقفت. الكساد الكبير في الثلاثينات وأغلقت الحرب الجمركية مع ألمانيا باب الأسواق الغربية في وجه المنسوجات البولندية بينما وضعت الثورة البلشفية (1917) والحرب الأهلية في روسيا (1918-1922) حداً لمعظم التجارة المربحة مع الشرق. أصبحت المدينة مسرحا لسلسلة ضخمة من احتجاجات العمّالية واعمال شغب في الفترة ما بين الحربين. وفي 13 أيلول / سبتمبر 1925 بدأت مطار وودج - لوبلينك الجديد، مطار العمل بالقرب من مدينة وودج. في تلك السنوات واصلت مدينة وودج تنوعها السكاني، ويظهر من تعداد 1931 البولندي أن إجمالي عدد السكان بلغ 604470 نسمة، يشمل 315622 (52.21 ٪) من البولنديين، 202497 (33.49 ٪) من اليهود، و 86351 (14.28 ٪) من الألمان (تم تحديد ذلك بناءً على اللغة المستخدمة).

### الحرب العالمية الثانية
خلال غزو بولندا دافعت قوات جيش وودج البولندية بقيادة الجنرال يوليوس روميل عن وودج ضد الهجمات الألمانية الأولى. ومع ذلك، فإن استولى الفيرماخت على المدينة في 8 ايلول / سبتمبر. رغم التخطيط لأن لتصبح المدينة جيب البولندي، على اتصال بالحكومة العامة، احترام التسلسل الهرمي النازي طلب الحاكم المحلي لل(Reichsgau Wartheland)، آرثر غرايسر، والكثير من الألمان الذين يعيشون في المدينة، وضمها إلى الرايخ في تشرين الثاني / نوفمبر 1939. تلقت المدينة الجديدة اسم Litzmannstadt نسبة إلى كارل ليتسمان الجنرال الألماني الذي استولى على المدينة خلال الحرب العالمية الأولى ومع ذلك، فإن العديد من ألمان وودج رفضوا التوقيع على (Volksliste) وأصبحت (Volksdeutsche)، بدلا من ترحيلهم إلى الحكومة العام.
سرعان ما أقامت السلطات النازية غيتو وودج بالمدينة وأسكنته بأكثر من 200000 يهودي من منطقة وودج. نجى فقط نحو 900 شخص من تصفية الغيتو في آب / أغسطس 1944. كما أقيمت عدة معسكرات الاعتقال ومعسكرات الموت في محيط المدينة لغير اليهود من سكان المناطق، من بينها سجن (Radogoszcz) سيء السمعة وعدة مخيمات صغيرة لشعب الغجر والأطفال البولنديين.
بنهاية الحرب العالمية الثانية، كانت وودج قد فقدت ما يقارب 420000 من سكانها في فترة ما قبل الحرب : 300000 يهودي بولندي وحوالي 120000 من البولنديين الآخرين. في كانون الثاني / يناير 1945 فرّ أكثر السكان الألمان من المدينة خوفاً من الجيش الأحمر. عانت المدينة أيضاً خسائر فادحة نتيجة لسياسة الإمدادات الألمانية من جميع المصانع والآلات ونقلها إلى ألمانيا. ورغم صغر الخسائر نسبياً الناجمة عن القصف الجوي والقتال، فقدت وودج أغلب بنيتها التحتية.
دخل الجيش الأحمر السوفياتي المدينة يوم 18 يناير كانون الثاني 1945. ووفقا للمارشال كاتوكوف، الذي شاركت قواته في هذه العملية، كان انسحاب الألمان مفجأة للغاية لدرجة أنه لم يكن لديهم الوقت لاخلاء أو تدمير مصانع وودج كما فعلوا في مدن أخرى. وو أصبحت وودج جزءاً من جمهورية بولندا الشعبية.
قبل الحرب العالمية الثانية، كان يقدر عدد سكان وودج من اليهود بنحو 233000، مشكلين ثلث سكان المدينة. وأبيدت هذه الجالية في الهولوكوست.

### بعد 1945
في أوائل عام 1945، كان سكان وودج أقل من 300000 نسمة. غير أن العدد بدأ بالتنامي بتدفق اللاجئين من وارسو ومن الأراضي ضمها الاتحاد السوفياتي. حتى عام 1948 كانت المدينة بحكم الأمر الواقع بمثابة عاصمة بولندا، فقد أصيبت وارسو بدمار شامل نتيجة الأحداث التي وقعت أثناء وبعد انتفاضة وارسو، وكانت معظم الوزارات وإدارات الدولة موجودة في وودج. أراد البعض لتحويل العاصمة هناك بشكل دائم، بيد أن هذه الفكرة لم تحظ بدعم شعبي وبدأت إعادة إعمار وارسو في عام 1948. إبان النظام الشيوعي البولندي فقدت العديد من الأسر الصناعية ثرواتها بقيام السلطات بتأميم الشركات الخاصة. مرة أخرى أصبحت المدينة مركزاً صناعياً رئيسياً. بعد فترة التحول الاقتصادي خلال التسعينات تم إعادة خصخصة معظم المؤسسات. في عام 2002 استقطبت المدينة الاهتمام المحلي بسبب فضيحة «صائدو الجلد» (Łowcy skór): حيث ألقي القبض على أطباء ومساعديهم الطبيين في إحدى مستشفيات المدينة بقتل المرضى وبيع معلومات عن وفاتهم إلى مكاتب الخدمات الجنائزية ليتمكنوا من الاتصال بأقارب المتوفى قبل المكاتب الأخرى. أُدين أربعة رجال ولكن ما يزال البعض الآخر قيد التحقيق. أُنتج في عام 2003 فيلم للأحداث.

## التقسيم الإداري عدد السكان تاريخيا
مدينة وودج مقسمة إلى 5 مناطق :
- Bałuty
- Górna
- Polesie
- Śródmieście
- Widzew

| السنة | السكان  |
| ----- | ------- |
| 1793  | 190     |
| 1806  | 767     |
| 1830  | 4,300   |
| 1850  | 15,800  |
| 1880  | 77,600  |
| 1905  | 343,900 |
| 1925  | 538,600 |
| 1990  | 850,000 |
| 2003  | 781,900 |
| 2007  | 753,192 |

## السياحة
الشارع الرئيسي بمركز وودج، هو شارع بيوتركوفسكا (Ulica Piotrkowska)، فضلا عن كونه المركز التجاري والسياسي، هو معرض في الهواء الطلق للمنحوتات البرونزية الشهيرة التي تصور شخصيات ولدت هنا أو أصولها من هنا، بالإضافة إلى ممشى المشاهير (Aleja Gwiazd / Walk of Fame) على الطريقة الهوليوودية، والمليء بنجوم وودج الشهيرة وخاصة على أرضية الطريق، ويسمى «معلم الخمسمائة وودجاني في مئوية المدينة الخمسة» مع أسماء المواطنين الذين ساهموا في تقدمها.
يزور الكثير من السياح شارع بيوتركوفسكا، والذي يمتد من الشمال إلى الجنوب ليزيد قليلا عن خمسة كيلومترات، مما يجعله أطول شارع تجاري في العالم ويقسم المدينة إلى قسمين. تم تجديده مؤخرا، به العديد من المباني الجميلة التي يعود تاريخها إلى القرن التاسع عشر، على الطراز أرت نوفو المعماري.

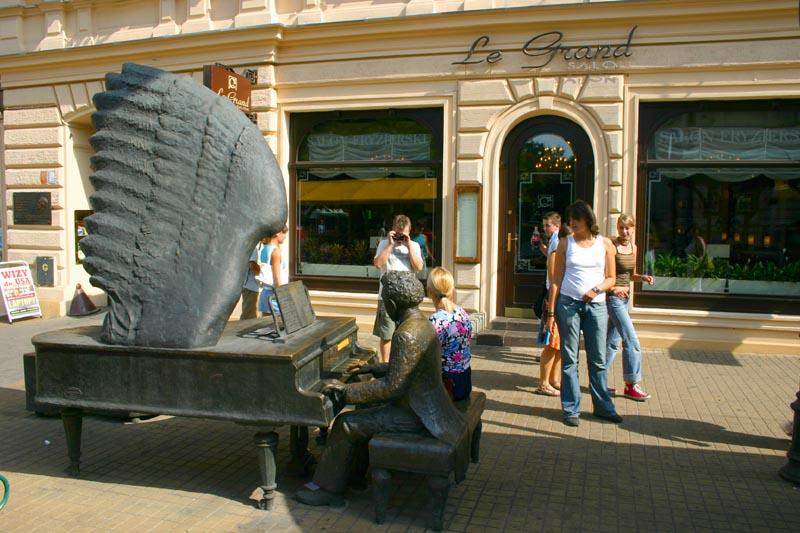
أرتور روبنشتاين
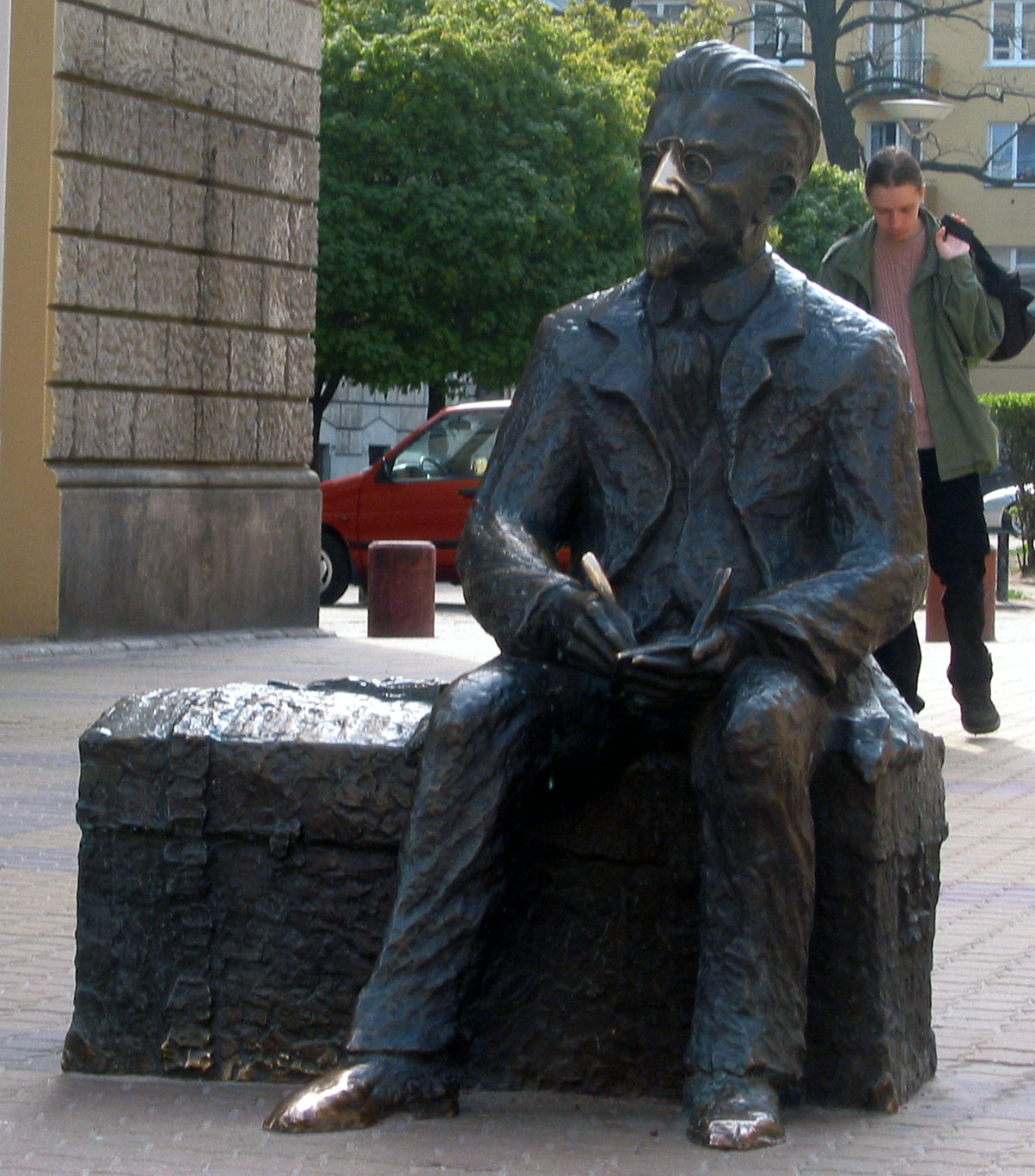
حائز جائزة نوبل فلاديسلاف ريمونت
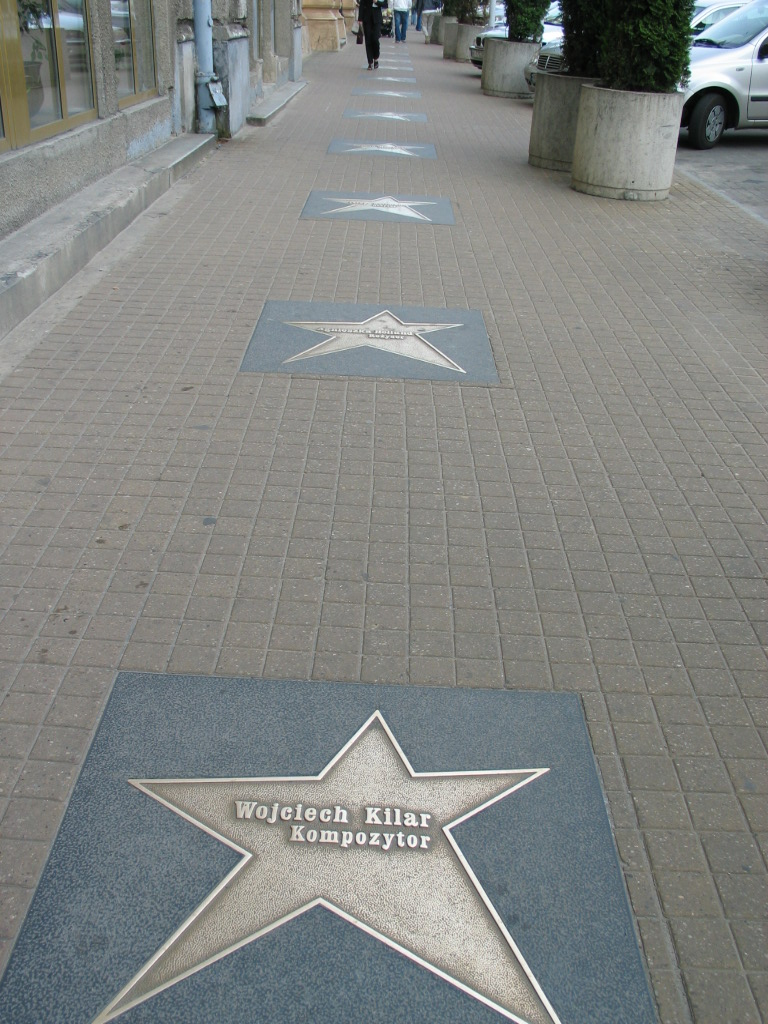
ممشى المشاهير (Aleja Gwiazd / Walk of Fame)
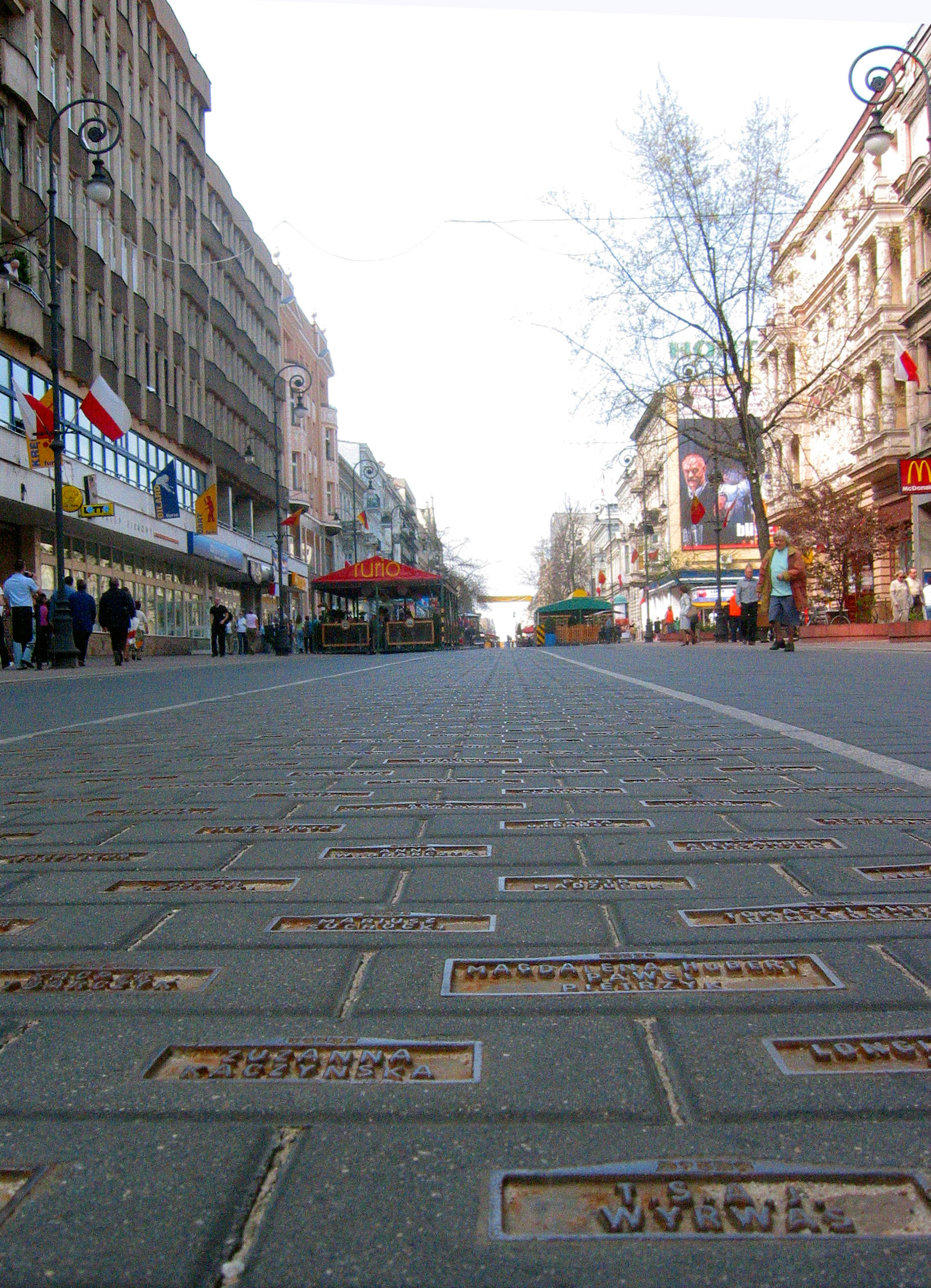
"معلم الخمسمائة وودجاني في مئوية المدينة الخمسة""

بالرغم من أن وودج ليس لديها أي التلال أو مسطحات مائية، فإنه من الممكن الاقتراب من الطبيعة في إحدى حدائق المدينة العديدة، وعلى الأخص Łagiewniki (أكبر حديقة مدينة في أوروبا) و Zdrowie ووبونياتوفسكي (Poniatowski). كما تتيح حديقة حيوان وودج وحدائق وودج نباتية أيضا فرصاً لطيفة للترفيه. وودج بها أحد أفضل متاحف الفن الحديث في بولندا، Muzeum Sztuki بشارع Więckowskiego، الذي يعرض أعمال لجميع الفنانين البولنديين المعاصرين المهمين. لعدم كفاية مساحة المعرض (لوحات وأعمال نحت كثيرة مؤثرة جدا مخزنة في الطابق السفلي)، هناك خطط لنقل المتحف إلى حيز أكبر في المستقبل القريب.
postindustrial المباني القديمة ويجري حاليا استعادة، ومن بينها مصنع بناها Izrael Poznanski، أوروبا واحدة من أكبر مصانع النسيج.

## الاقتصاد

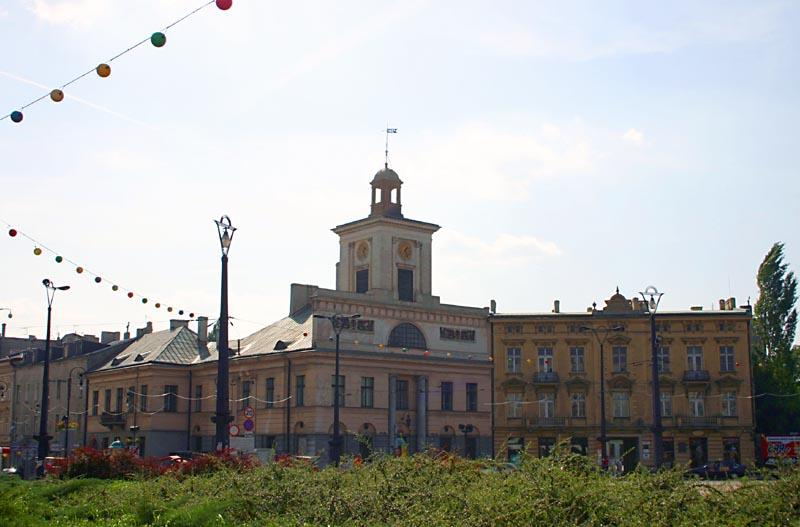
ساحة الحرية (Plac Wolności)

ارتكز اقتصاد وودج قبل عام 1990 على صناعة النسيج، التي تطورت بها في القرن التاسع نظرا لملائمة التكوين الكيميائي للمياه. ونتيجة لذلك، تنامى عدد سكان وودج من 13000 في عام 1840 إلى أكثر من 500000 في عام 1913. قبيل الحرب العالمية الأولى أصبحت وودج إحدى أكثر المدن الصناعية اكتظاظاً بالسكان في العالم، بكثافة سكانية قدرها 13280 نسمة لكل كيلومتر مربع. تراجعت صناعة النسيج تراجعاً كبيراً في عامي 1990 و 1991، واليوم لم تبق في وودج أي من شركات الغزل الكبرى. ولكن، شركات صغيرة لا تحصى لا تزال تقدم إنتاج كبير من منسوجات، معظمه للتصدير لروسيا وغيرها من بلدان الاتحاد السوفياتي السابق.
استفادت المدينة من موقعها المركزي في بولندا. فقد أقامت عدد من الشركات مراكزها اللوجستية في المنطقة المجاورة لها. يخطط لإقامة طريقين سريعين، A1 تمتد من شمال بولندا إلى جنوبها، وA2 يتجه من الشرق إلى الغرب سوف يتقاطعان شمال شرق المدينة. ينبغي أن تزيد مزايا المدينة لموقعها الوسطي أكثر من ذلك، بالانتهاء من هذه الطرق حوالي عام 2010 ،. وقد بدأ العمل أيضا على تحديث خط السكك الحديدية مع وارسو، الذي هو في الوقت الحالي غير كافي تماما لأنه يأخذ ساعتين لقطع مسافة 137 كم بالقطار. في السنوات القليلة المقبلة سيتم تعديل أغلب المسار إلى لزيادة حركة القطارات إلى 160 كم / ساعة، مما يقصر فترة السفر لنحو 75 دقيقة.

## التعليم

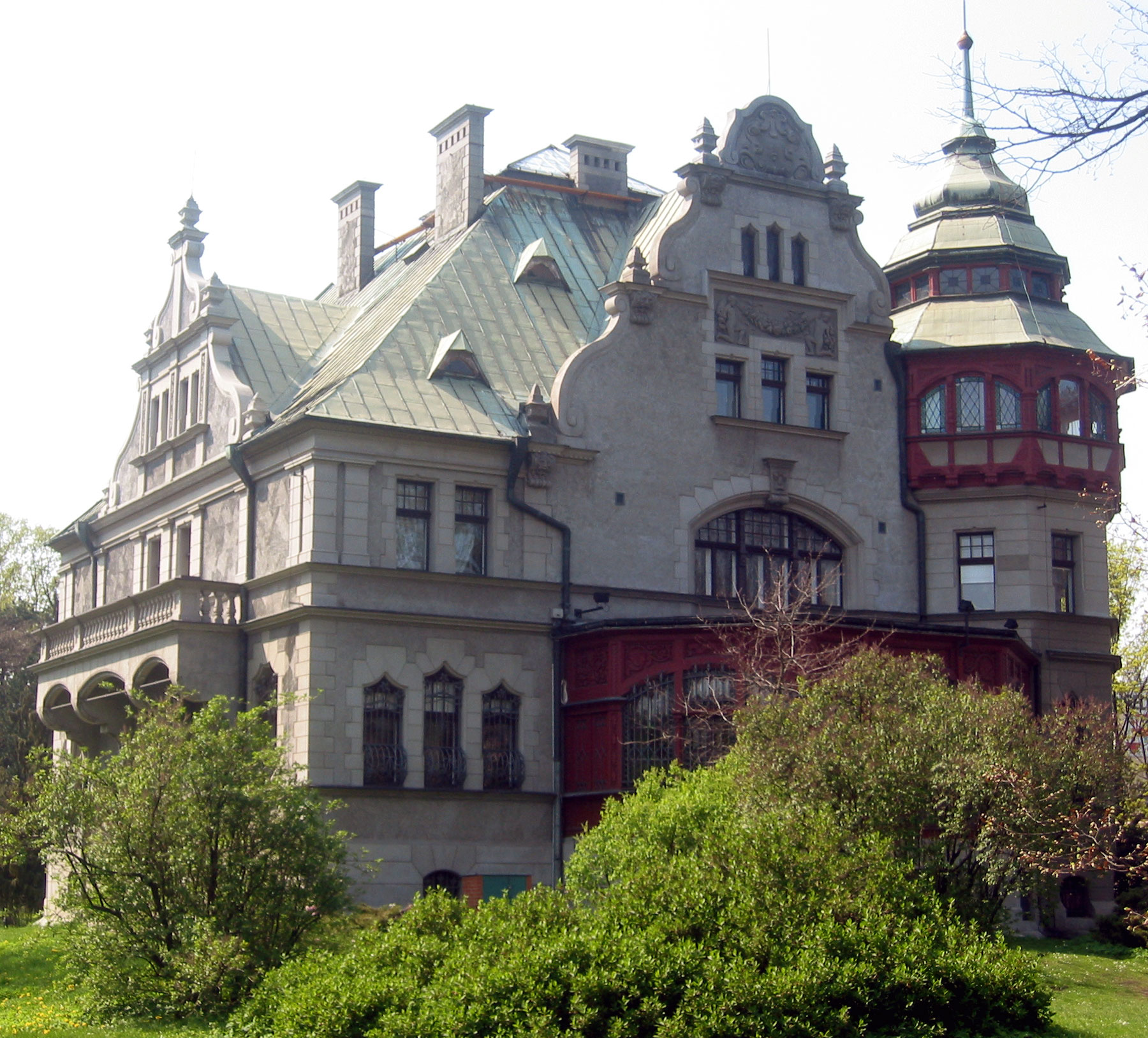
جامعة وودج التقنية ،مكتب رئيس الجامعة (كان سابقا مقر اقامة راينولد ريختر، بني عام 1904)

تستضيف حاليا وودج ثلاثة جامعات كبرى مملوكة للدولة وعدد من المدارس الأصغر للتعليم العالي. معاهد التعليم في وودج تشمل ما يلي :
- جامعة وودج (Uniwersytet Łódzki)
- جامعة وودج التقنية (Politechnika Łódzka)
- جامعة وودج الطبية (Uniwersytet Medyczny w Łodzi)
- المعهد الوطني للسينما والمسرح والتلفزيون بوودج (Państwowa Wyższa Szkoła Filmowa, Telewizyjna i Teatralna w Łodzi)
- أكاديمية للفنون الجميلة والتصميم (Akademia Sztuk Pięknych im. Wł. Strzemińskiego w Łodzi)

### المعهد الوطني للسينما والمسرح والتلفزيون

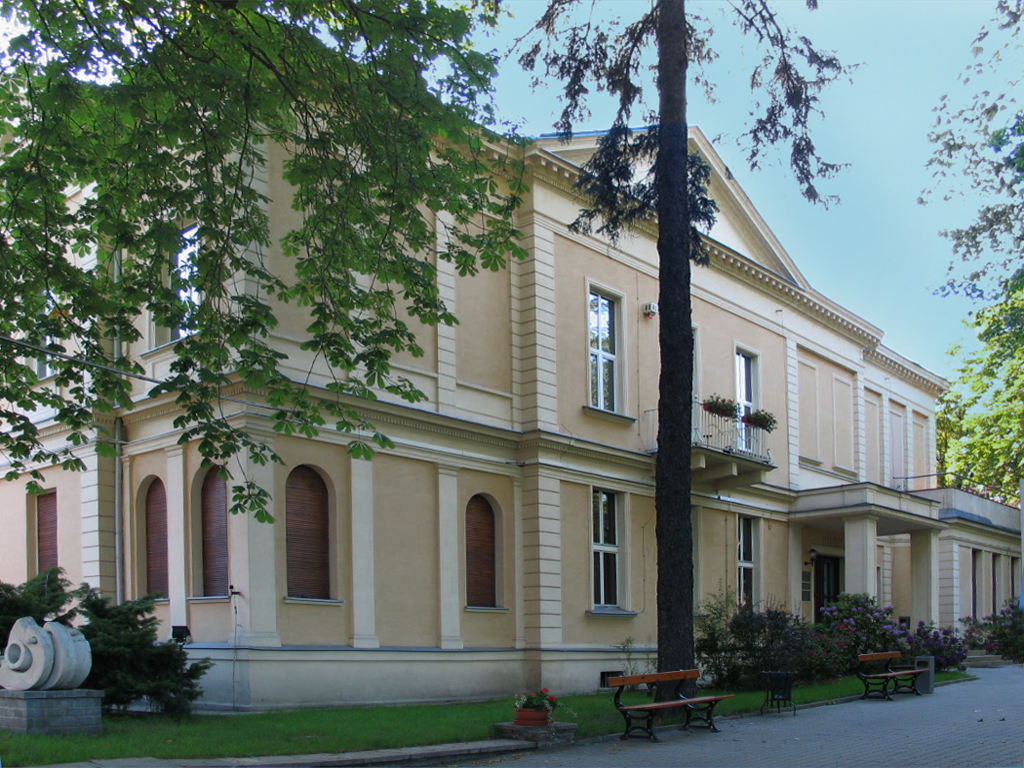
قصر أوسكار كونا

يوجد بوودج أحد أهم مدارس السينما في أوروبا (Państwowa Wyższa Szkoła Filmowa,Telewizyjna i Teatralna PWSFTviT) تأسس في عام 1948 ؛ ومنذ عام 1958 بدأت المدرسة في تقديم دورات في المسرح.
تعود أهمية هذه المدرسة للعدد الكبير من الشخصيات البارزة التي قدمتها في عالم السينما الأوروبية منها : أندريه فايدا (Andrzej Wajda)، رومان بولانسكي، ييري سكوليموفسكي (Jerzy Skolimowski)، كريستوف كيسلوفسكي (Krzysztof Kieślowski)، كريستوف زانوسي (Krzysztof Zanussi) وغيرهم كثير، منهم ثلاثة تحصلوا على جائزة الأوسكار كمخرجين (رومان بولانسكي مع عازف البيانو، أندريه فايدا لمشواره الفني، وزبيغنيو ريبسينسكي (Zbigniew Rybczynski) لفيلم تانغو). كما تختفظ المدرسة بإنتاج الطلاب خلال سنوات الدراسة، وأيضاً الأكثر شهرة.

## الرياضة

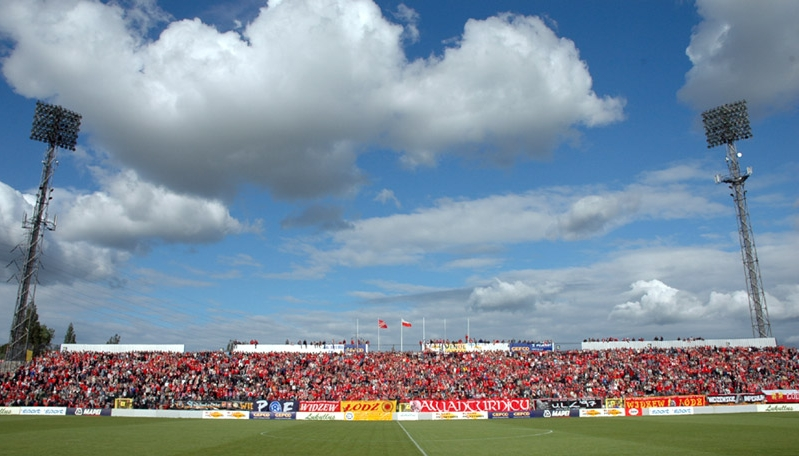
ملعب فيدزيف

- في فرق كرة القدم وودج منقسمة بين فريقين رئيسيين :
  - فيدزيف وودج (Widzew Łódź)، (تأسس سنة 1910)، (بطل بولندا أعوام 1981، 1982، 1996، 1997، وفائز بكأس بولندا عام 1985 ؛ وكأس السوبر البولندية : 1996، ينافس بالدوري الأول (Ekstraklasa))
  - يو كا إس وودج (ŁKS Łódź)، (تأسس سنة 1908)، (بطل بولندا عامي 1958، 1998، وفاز بكأس بولندا عام 1957 ؛ ينافس بالدوري الأول (Ekstraklasa))
- فريق يو كا إس لوتو وودج (ŁKS Lotto Łódź) -- فريق كرة السلة للسيدات.
- KS Społem Łódź - فريق الدراجات
- Budowlani Łódź - الفائز ببطولة بولندا للرجبي موسم 2006/2007

## شخصية مرتبطة بوودج

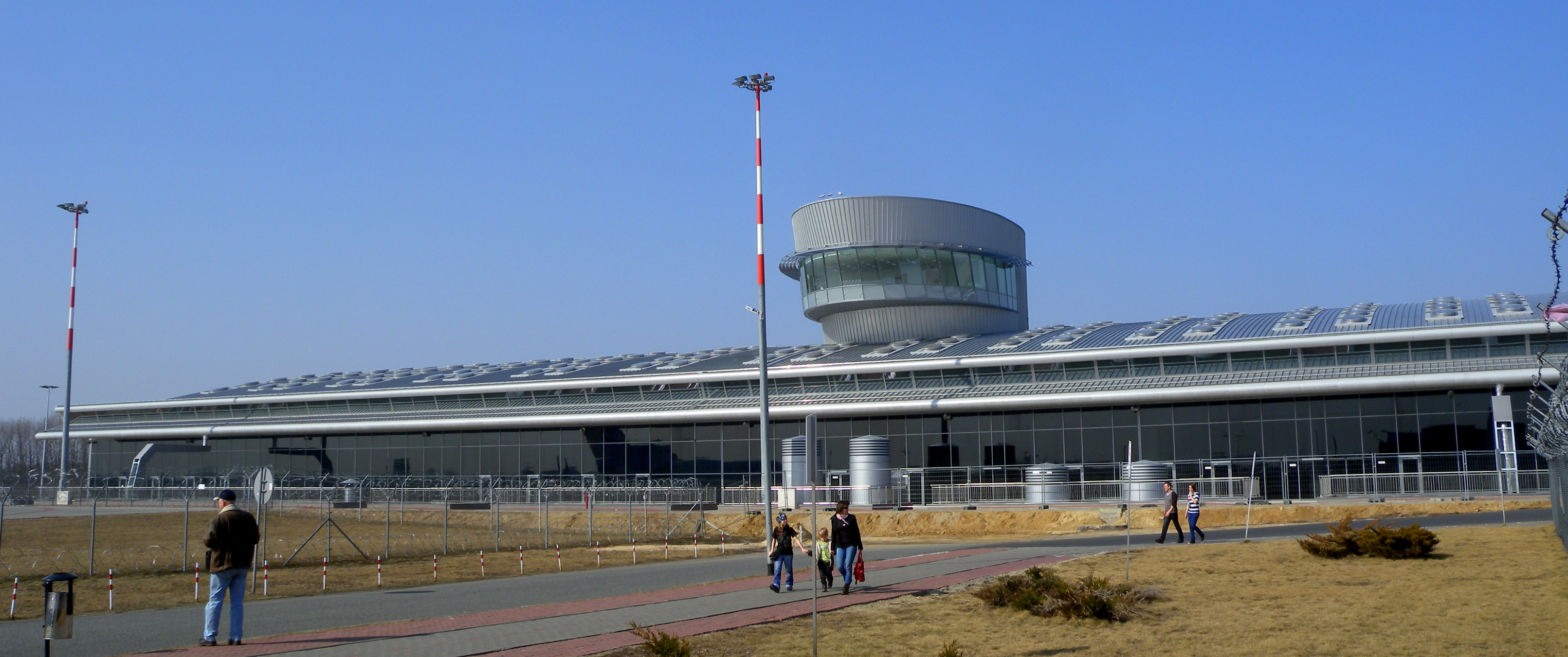
مطار وودج - لوبلينك الجديد سمي على فلاديسلاف ريمونت

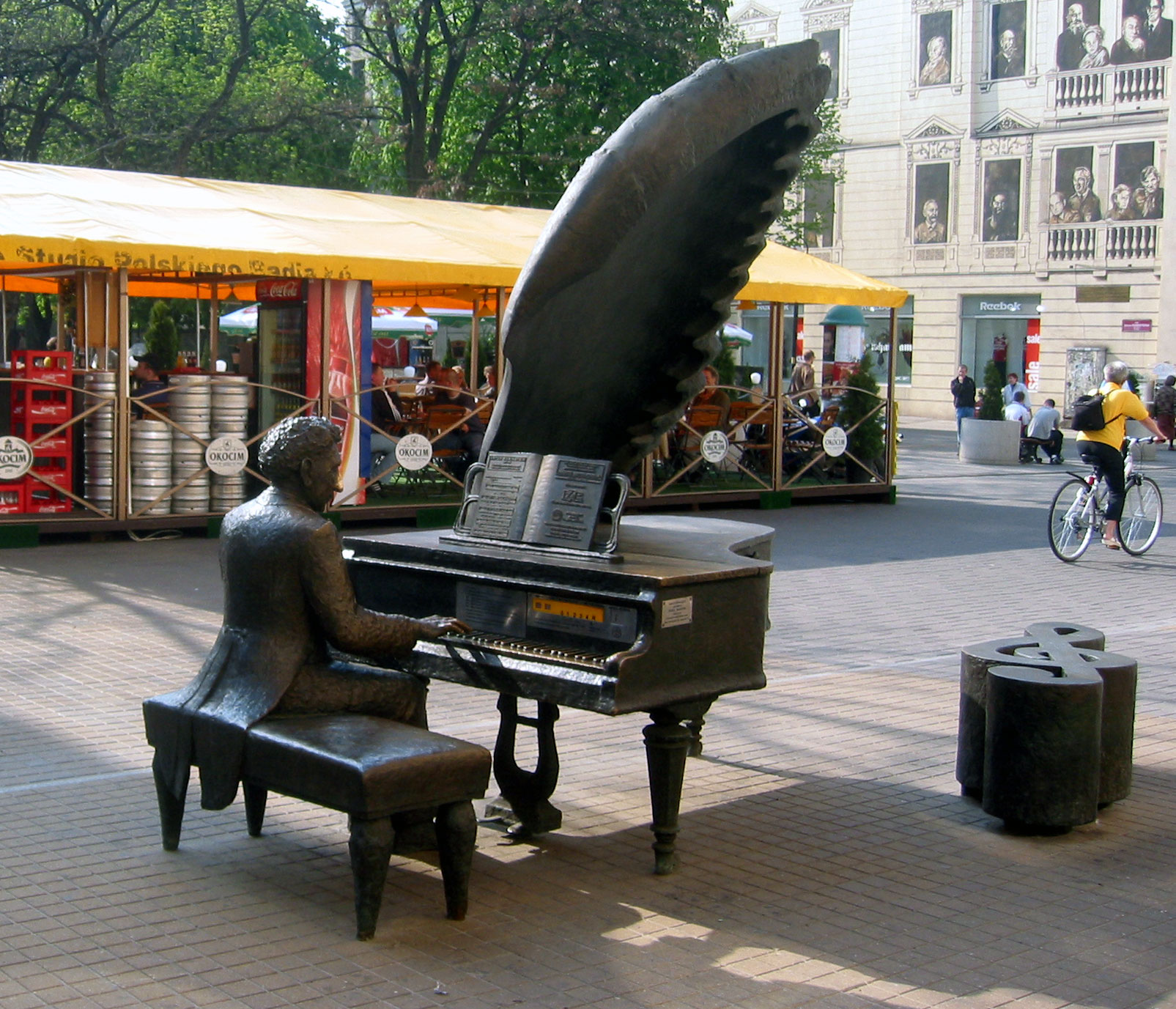
آرثر روبنشتاين في شارع بيوتركوفسكا

- فلاديسلاف ريمونت (1867 -- 1925)، كاتب حاز جائزة نوبل للأدب عام 1924
- ماكس فاكتور (1877 -- 1938)، رجل الأعمال، مؤسس شركة ماكس فاكتر لمستحضرات التجميل.
- آرثر روبنشتاين (1887 -- 1982)، عازف البيانو معروف لأدائه لشوبان
- يوليان توفيم (1894 -- 1953)، شاعر بولندي
- افراهام هالفي (1904 -- 1980)، ممثل وشاعر يهودي إسرائيلي
- جوزيف روتبلت (1908 -- 2005)، فيزيائي حاز جائزة نوبل للسلام في 1995
- غرازينا بيسيفيتش (1909 -- 1969)، موسيقار وعازف الكمان بولندي من أصل ليتواني.
- كازيميرز برانديس (1916 -- 2002)، كاتب البولندي.
- رومان بولانسكي (1933 في باريس) ،مخرج سينمائي من أسرة يهودية بولندية أصلية المدينة
- دانيال ليبسكند (1946)، مهندس معماري شارك في إعادة تأهيل غراوند زيرو (نيويورك) ومعرض ميلان - تاون
- ماكسيميليان ماريا كولبي راهب فرنسيسكاني.
- يوريك بيكر كاتب ألماني أصله من وودج حيث مسقط رأسه.
- جاكوب برونوفسكي عالم رياضيات بريطاني أصله من وودج حيث مسقط رأسه.
- جاك تراميل مؤسس شركتي أتاري وكومودور للكومبيوتر.
- جيرسي كوسينسكي كاتب أمريكي بولندي.
- يان كارسكي دبلوماسي ومقاوم للنازية.
- زبيغنيو ريبسينسكي حائز على الاوسكار.
- أندري سابكوفسكي كاتب في خيال العلمي.
- بيوتر سوبوسينسكي سينمائي.
- آرثر سيك فنان.
- ألكساندر تانسمان موسيقي وعازف بيانو.
- فلودزميزيرز سمولاريك (1957)، لاعب كرة قدم.
- إيبي سمولاريك (1981)، لاعب كرة قدم.
- رادوسلاف ماتوزياك (1982)، لاعب كرة قدم.

## معرض الصور

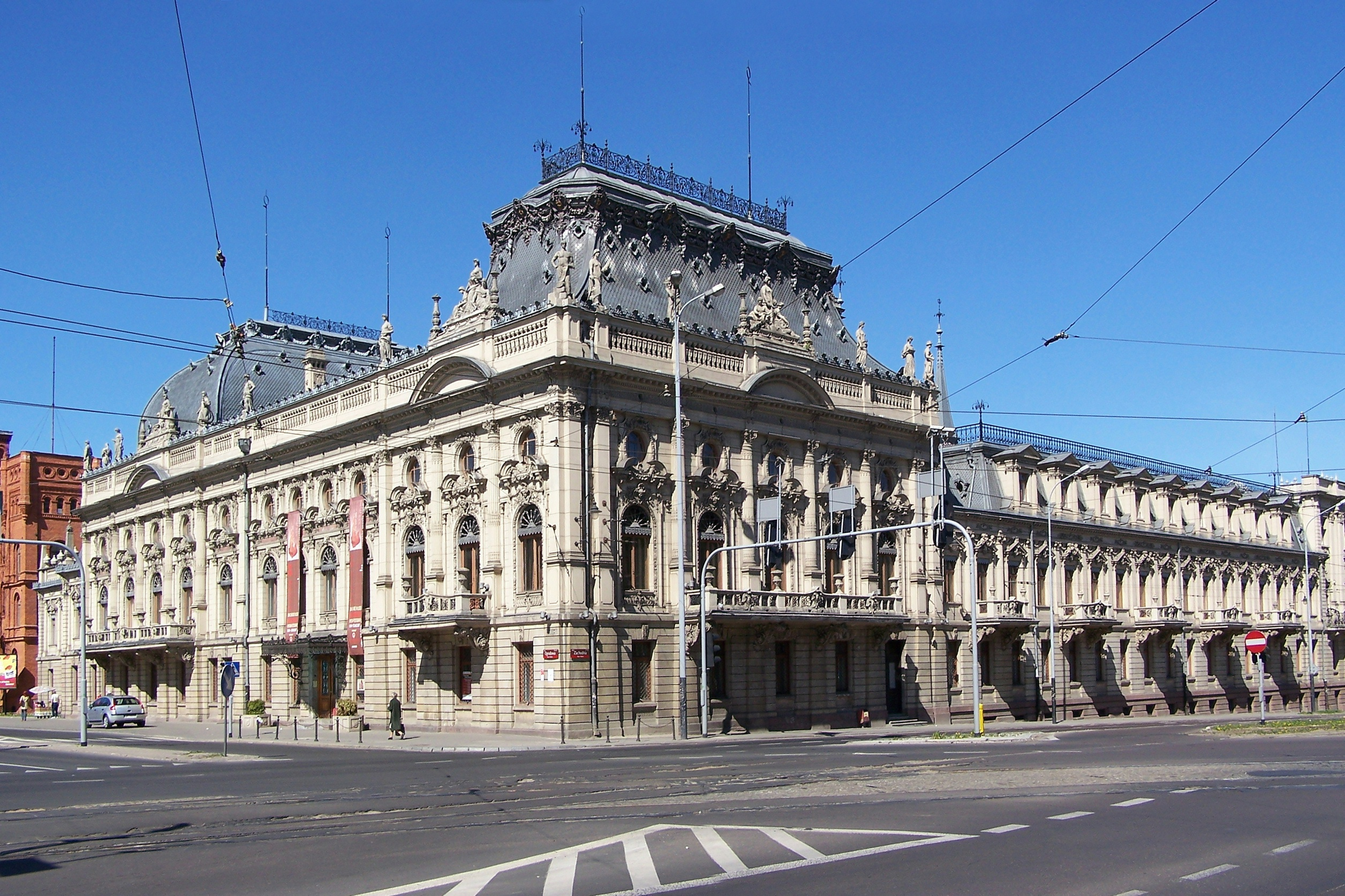
قصر إسرائيل بوزنانسكي (Pałac Izraela Poznańskiego)، اليوم هو مقر لمتحف تاريخ مدينة وودج ومتحف الفنون بوودج
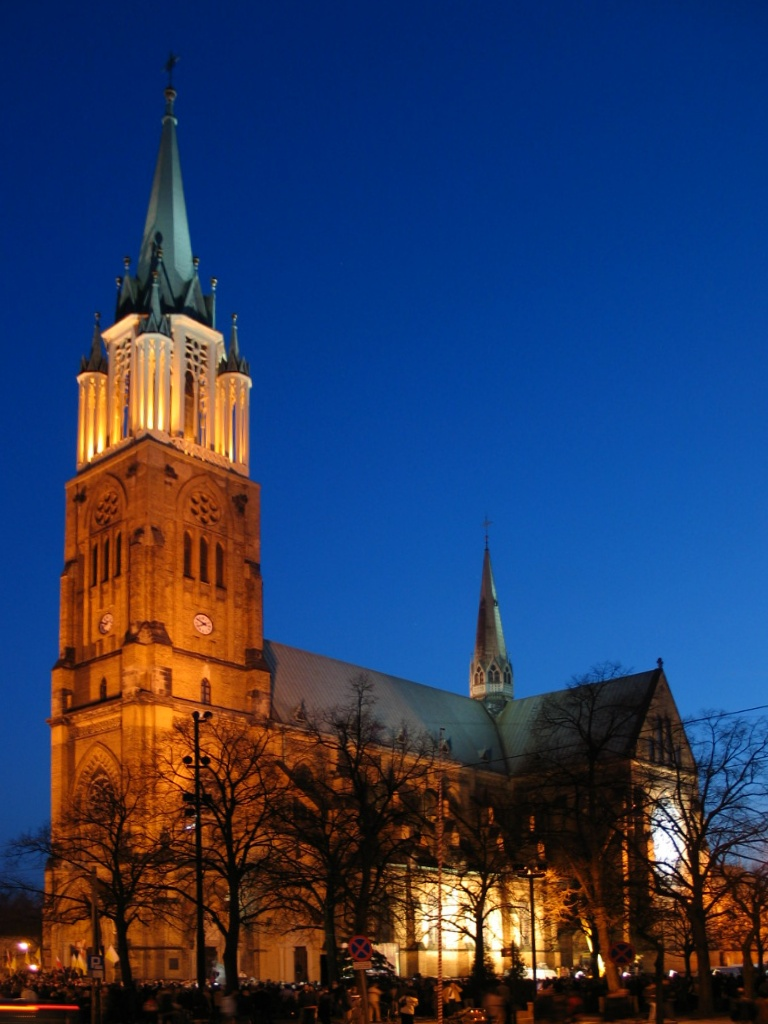
كاتدرائية وودج
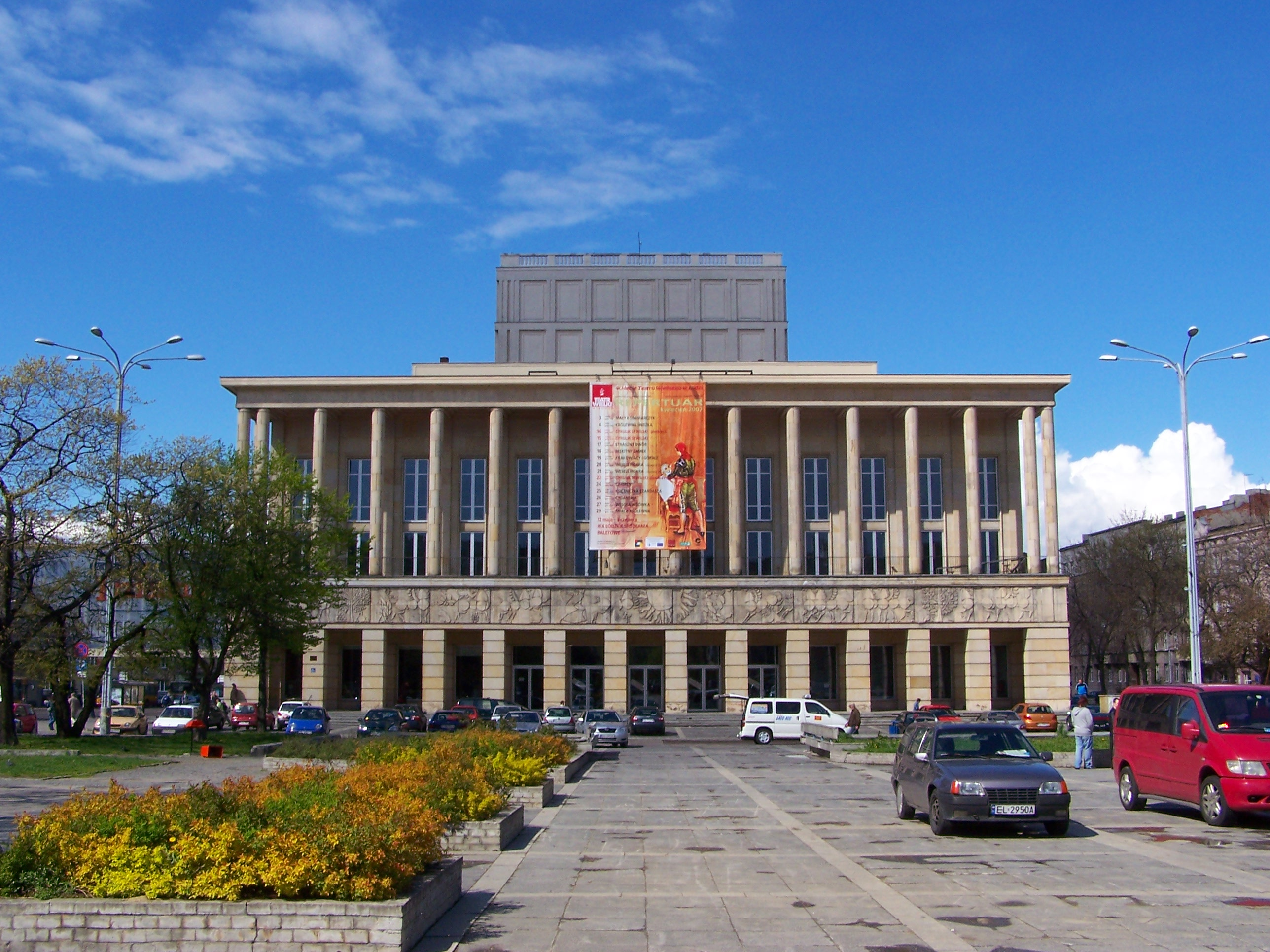
مسرح وودج الكبير (Teatr Wielki w Łodzi)
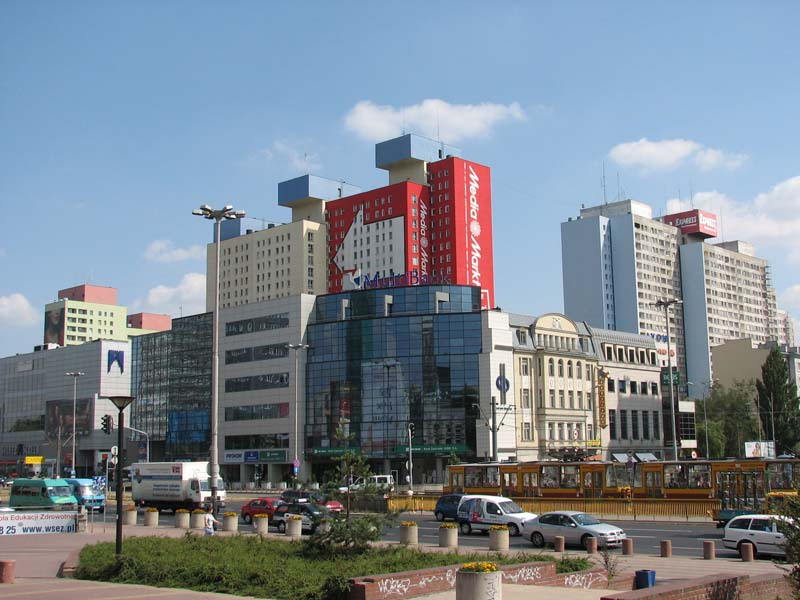
مشروع ما سمي بمانهاتن وودج (łódzki Manhattan)
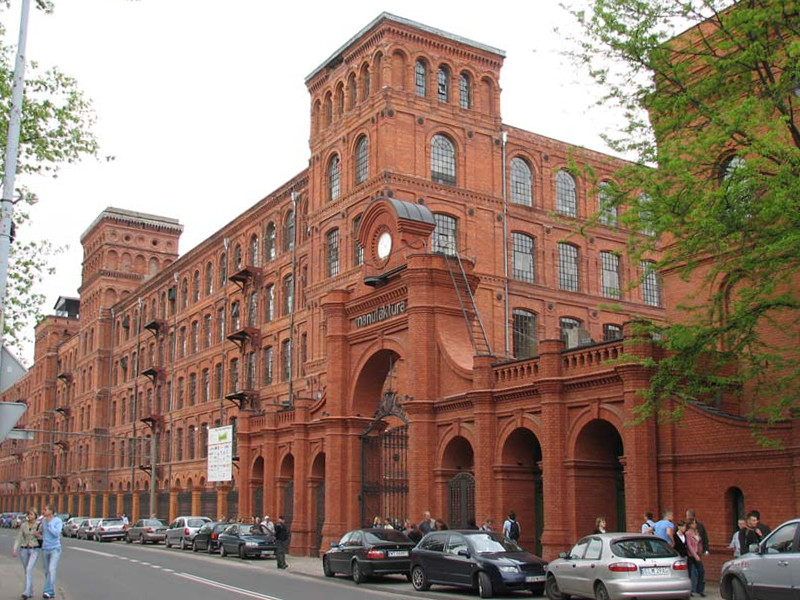
بوابة المركز الثقافي والتجاري والترفيهية الجديد "مانوفاكتورا" (Manufaktura)
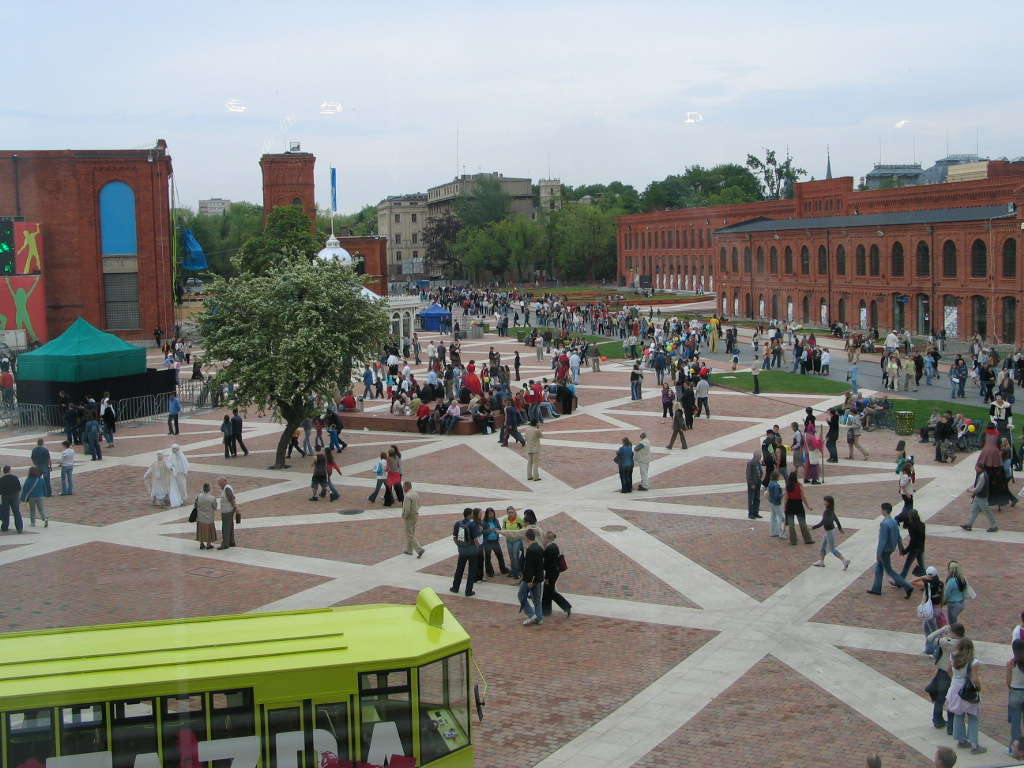
الساحة الداخلية لمانوفاكتورا
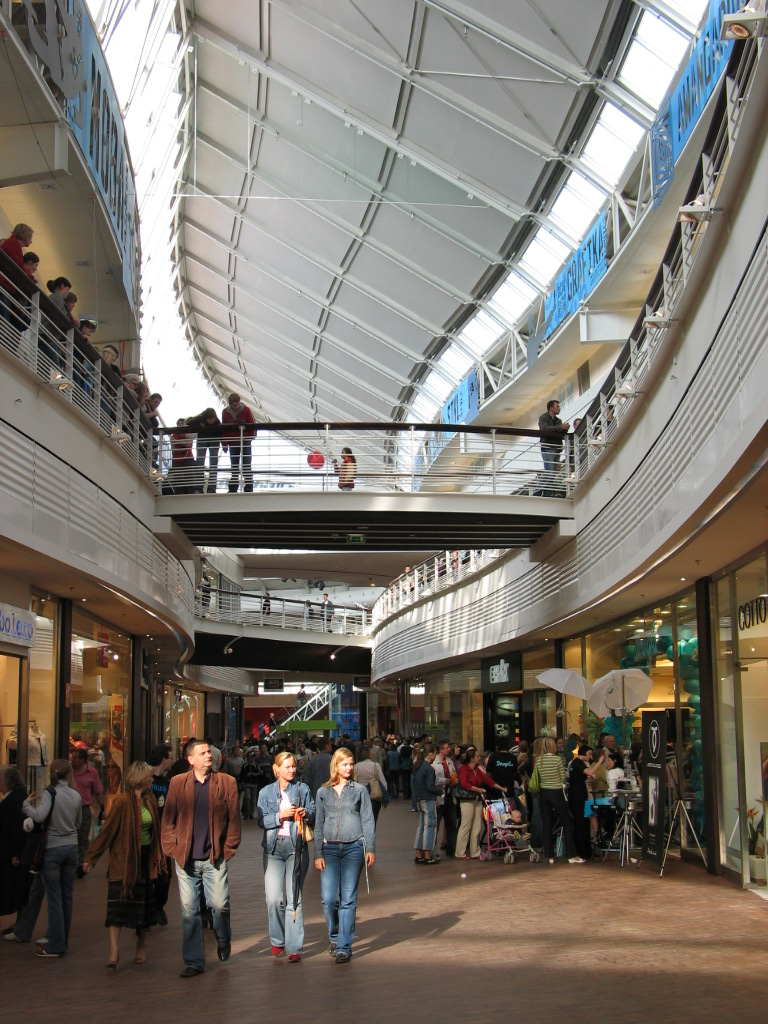
داخل مركز مانوفاكتورا
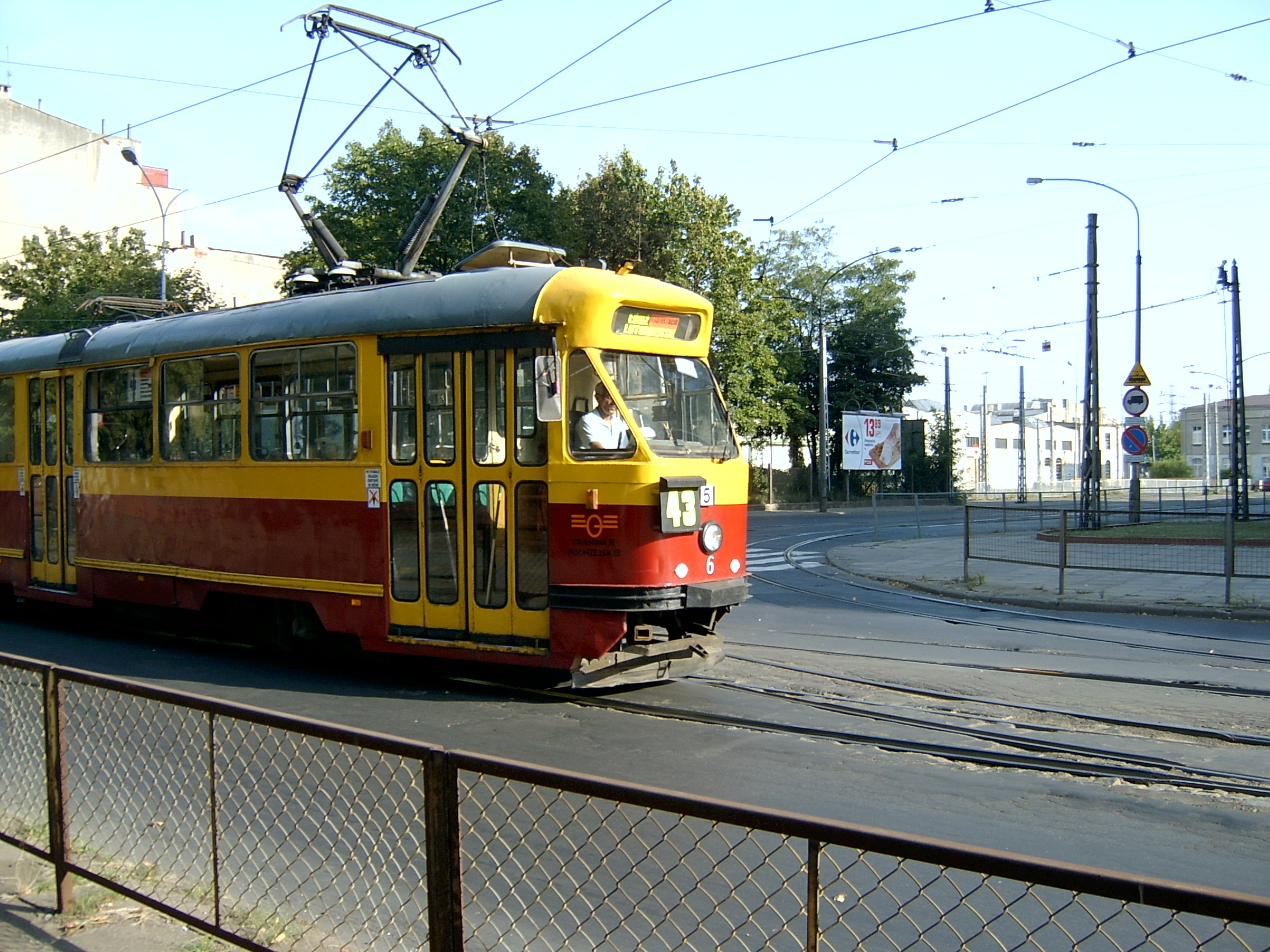
ترام قديم يعود للعهد الشيوعي

## التوأمة
- باريرو  البرتغال
- كيمنتس  ألمانيا
- آيفانوفو  روسيا
- كالينينغراد  روسيا
- ليون  فرنسا
- مينسك  بيلاروس
- مورسيا  إسبانيا
- أوديسا  أوكرانيا
- أوريبرو  السويد
- بويبلا  المكسيك
- روستافي  جورجيا
- شتوتغارت  ألمانيا
- سيغد  المجر
- تامبيري  فنلندا
- تل ابيب  إسرائيل
- تيانجين  الصين
- فيلنيوس  ليتوانيا

## وصلات خارجية
- (بالبولندية) مدينة وودج
- (بالإنجليزية) وودج أونلاين
- (بالإنجليزية)(بالبولندية) جامعة وودج
- (بالإنجليزية)(بالبولندية) مطار وودج
- الموقع الرسمي
- خريطة وودج
- صور تاريخية لوودج
- منطقة وودج الاقتصادية الخاصة
- غيتو وودج
- وودج 2016 - الموقع الرسمي لترشيحها كعاصمة للثقافة الأوروبية